# Olympische Sommerspiele 1968/Teilnehmer (Zentralafrikanische Republik)
| Gelbes Symbol für Goldmedaillen mit stilisierten Olympischen Ringen | Graues Symbol für Silbermedaillen mit stilisierten Olympischen Ringen | Braundes Symbol für Bronzemedaillen mit stilisierten Olympischen Ringen |
| ------------------------------------------------------------------- | --------------------------------------------------------------------- | ----------------------------------------------------------------------- |
| —                                                                   | —                                                                     | —                                                                       |

Die Zentralafrikanische Republik nahm an den Olympischen Sommerspielen 1968 in Mexiko-Stadt mit einem männlichen Sportler teil. Es war die erste Teilnahme an Olympischen Spielen.

## Teilnehmer nach Sportarten

### Leichtathletik
- Gabriel M’Boa
Herren, 5000 Meter: in den Vorläufen ausgeschieden; 13. Platz im 1. Vorlauf